# Ceradocus paucidentatus
Ceradocus paucidentatus är en kräftdjursart som beskrevs av J. L. Barnard 1952. Ceradocus paucidentatus ingår i släktet Ceradocus och familjen Melitidae. Inga underarter finns listade i Catalogue of Life.